# 2-й Туркестанский армейский корпус
2-й туркестанский армейский корпус — корпус русской армии.
Входил в Туркестанский военный округ. Штаб корпуса располагался в Ашхабаде.

## Состав
Состав на 18.07.1914:
- 4-я Туркестанская стрелковая бригада
  - 13-й Туркестанский стрелковый полк
  - 14-й Туркестанский стрелковый полк
  - 15-й Туркестанский стрелковый полк (до 1910 — 8-й Закаспийский стрелковый батальон)[1]
  - 16-й Туркестанский стрелковый полк (до 1910 — 5-й Кушкинский резервный батальон)[2]
  - 4-й Туркестанский стрелковый артиллерийский дивизион
- 5-я Туркестанская стрелковая бригада
  - 17-й Туркестанский стрелковый полк
  - 18-й Туркестанский стрелковый полк
  - 19-й Туркестанский стрелковый полк
  - 5-й Туркестанский стрелковый артиллерийский дивизион
- Закаспийская казачья бригада
  - 1-й Кавказский казачий полк
  - 1-й Таманский полк
  - Туркменский конный дивизион
  - 4-я Кубанская казачья батарея
- 2-й Туркестанский сапёрный батальон
- Кушкинская обозная рота

## В составе
- 7.01.1915-??.12.1917 гг. - в Кавказской армии

## Командиры
- 12 июля 1899—19 марта 1901 — генерал-лейтенант Боголюбов, Андрей Андреевич
- 10 апреля 1901—2 ноября 1901 — генерал-лейтенант Субботич, Деан Иванович
- 14 декабря 1902—5 декабря 1905 — генерал-лейтенант Уссаковский, Евгений Евгеньевич
- 16 января 1906—? — генерал-лейтенант Карцев, Пётр Александрович
- 10 февраля 1908—1910 — генерал-лейтенант Евреинов, Михаил Дмитриевич
- 1 января 1911—15 января 1913 — генерал-лейтенант Шостак, Фёдор Александрович
- 15 января 1913—3 февраля 1915 — генерал-лейтенант (с 23 октября 1914 генерал от инфантерии) Леш, Леонид Вильгельмович
- 3 февраля 1915—3 апреля 1917 — генерал-лейтенант (с 19 ноября 1916 генерал от инфантерии) Пржевальский, Михаил Алексеевич
- 25 апреля—12 октября 1917 — генерал-лейтенант Чаплыгин, Александр Иванович
- 12 октября 1917-? — генерал-лейтенант Савицкий, Ипполит Викторович

## Начальники штаба
- 1901—09.1905 — генерал-майор Неелов Федор Васильевич
- 31.01—10.06.1906 — генерал-майор Смагин Алексей Алексеевич
- 30.07.1906—02.07.1910  — генерал-майор Федотов Иван Иванович
- 13.07.1910—после 01.04.1914 — генерал-майор Савицкий Ипполит Викторович
- 2.11.1915 — после 01.01.1916  — генерал-майор фон Зигель Дмитрий Михайлович
- 31.07.1916 — после 3.01.1917 — генерал-майор Путинцев Виктор Дмитриевич

Боевой путь
Активный участник Первой мировой войны, в частности, июльской операции 1915 г.